# Con Film
Con Film је српско дистрибутерско предузеће, у власништву хрватског предузећа Continental Film. Ради дистрибуцију филмова предузећа Sony Pictures за Србију и Црну Гору.
Поседује синхронизацијски студио Ливада Београд.